# ゴール国立博物館
ゴール国立博物館（ゴールこくりつはくぶつかん、英語: National Museum of Galle）はスリランカ南部の都市ゴールにある博物館。世界遺産ゴールの旧市街と要塞の中にある最も古いオランダ風建物が利用されている。施設となっている建物は1656年に建てられた。1986年3月31日に博物館として開館した。
ポルトガル、オランダ、イギリスの植民地時代のコレクションを展示している。3つの展示室があり、第1展示室にはベッコウの装飾品やボビンレースの織物、伝統的な木でできた仮面などが展示されている。第2展示室にはオランダ領時代の家具や兵器が展示されている。第3展示室は「スリランカ・中国友好ギャラリー」として2013年9月10日に開設された。中国とスリランカの交易の歴史を物語る資料が展示されており、中国の仏僧法顕や14世紀に活躍した鄭和に関連する展示も行われている。